# Riker unter Verdacht
Riker unter Verdacht (Originaltitel: A Matter of Perspective) ist die 14. Folge der dritten Staffel der US-amerikanischen Science-Fiction-Fernsehserie Raumschiff Enterprise – Das nächste Jahrhundert. Sie wurde in den Vereinigten Staaten über Syndication vermarktet und erstmals am 12. Februar 1990 auf verschiedenen Fernsehsendern ausgestrahlt. In Deutschland war sie zum ersten Mal am 23. Oktober 1992 in einer synchronisierten Fassung im ZDF zu sehen.

## Handlung
Im Jahr 2366 bei Sternzeit 43610.4 besucht die Enterprise den Planeten Tanuga IV. In dessen Orbit betreibt Dr. Nel Apgar auf einer Raumstation Forschungen zu Kriegerwellen, einer möglichen neuen Energiequelle. Der erste Offizier Riker und Chefingenieur La Forge verbringen dort einige Zeit, um sich von Apgar über dessen Fortschritte informieren zu lassen. Als sie schließlich auf die Enterprise zurückkehren sollen, bleibt Riker noch kurz allein mit Apgar auf der Raumstation. In dem Moment, als er auf Schiffs gebeamt werden soll, ereignet sich eine Explosion. Riker kann gerettet werden, doch die Station wird zerstört und Apgar getötet. Kurz darauf kommt der tanuganische Chefermittler Krag an Bord und beschuldigt Riker, Apgar ermordet zu haben.
Die Sensorendaten der Enterprise deuten auf eine Überlastung des Reaktors der Station hin. Dennoch geht Krag nicht von einem Unfall aus, denn er behauptet, zwei Zeugen könnten bestätigen, dass Riker Dr. Apgar bedroht habe. Krag fordert deshalb Rikers Auslieferung. Captain Picard lehnt das ab und schlägt stattdessen vor, die Geschehnisse auf der Raumstation auf dem Holodeck der Enterprise nachzustellen, um so herauszufinden, was zur Explosion führte.
Nachdem die nötigen Vorbereitungen getroffen sind, versammeln sich Picard, Riker, Krag und Schiffsberaterin Troi auf dem Holodeck und beobachten das Szenario, das auf der Grundlage von Rikers Aussagen erstellt wurde. In diesem besuchen Riker und La Forge die Station und werden dort von Dr. Apgar und seiner Assistentin Tayna empfangen. Während Riker in einem ruhigen Tonfall erklärt, dass es sich um einen reinen Routinebesuch handelt, scheint Apgar gar nicht glücklich über die Ankunft der Gäste zu sein. Seine Frau Manua gesellt sich hinzu und versucht, das schlechte Benehmen ihres Mannes zu überspielen. Von Anfang an zeigt sie ein kaum verhohlenes Interesse an Riker. Während La Forge und Tayna sich in ein Fachgespräch vertiefen, nehmen Riker und die Apgars einen Drink zu sich. Da die Enterprise für einen Tag anderweitig beschäftigt ist, wollen Riker und La Forge nach ihrer Besichtigung auf dem Planeten übernachten, doch Manua Apgar drängt Riker, auf der Station zu bleiben, und bietet ihr eigenes Quartier den Gästen an. Als sie Riker das Quartier zeigt, sind die beiden dort ganz allein und schließlich wird Manua zudringlich. Riker weist ihre Avancen zurück, doch plötzlich kommt Dr. Apgar durch die Tür. Riker will die Situation aufklären, doch für Dr. Apgar scheint es, dass Riker und seine Frau eine Affäre haben und er ist auf beide wütend. Er will auf Riker losgehen und fällt dabei zu Boden. Er droht mit einer formellen Beschwerde und geht. Riker sieht ihn erst am nächsten Morgen wieder. Nachdem alle anderen die Station bereits verlassen haben, bittet Dr. Apgar Riker noch um eine Unterredung. Riker versichert ihm, dass der Vorfall des letzten Abends und die Beschwerde darüber keine Auswirkungen auf seinen Bericht über Dr. Apgars Forschungen haben wird. Riker versucht noch einmal, das Missverständnis aufzuklären, und macht sich dann bereit, auf die Enterprise zurückzukehren.
Damit endet das erste Szenario. Krag fügt einen hypothetischen Zusatz hinzu, in dem Riker während des Beamvorgangs seinen Phaser auf den Reaktor der Station abfeuert. Die Grundlage für Krags Hypothese ist ein konzentrierter Energiestrahl, der exakt zum Zeitpunkt des Beamens zwischen Rikers Position und dem Reaktor registriert wurde. La Forge und Fähnrich Wesley Crusher werten die Messdaten von der Explosion aus, als plötzlich ein kurzzeitiger Strahlungsanstieg unbekannter Ursache auf der Enterprise registriert wird, der stark genug ist, um Metall zum Schmelzen zu bringen.
Inzwischen ist Manua Apgar auf dem Schiff eingetroffen und auf dem Holodeck wird nun ein zweites Szenario abgespielt, das auf ihren Aussagen basiert. Es beginnt mit einer Unterredung zwischen ihr und ihrem Mann. Dr. Apgar macht sich Sorgen, dass die Sternenflotte ihm die Fördermittel streichen wird, da er bislang kaum Fortschritte gemacht hat. Schließlich treffen die Gäste ein und die Apgars empfangen sie etwas zurückhaltend, aber freundlich. Riker gibt sich recht informell und zeigt ein kaum verhohlenes Interesse an Manua. Als er mit den Apgars einen Drink einnimmt, fragt er, ob es möglich wäre, auf der Station zu übernachten. Zögerlich stimmen die beiden zu. Manua bietet den Gästen ihr persönliches Quartier an und zeigt es Riker. Dort wird er zudringlich und versucht, Manua zu vergewaltigen. Als Dr. Apgar durch die Tür kommt, will er auf Riker losgehen, wird aber von ihm zusammengeschlagen. Dr. Apgar droht mit einer Beschwerde, die Rikers Karriere beenden wird. Riker warnt ihn, dass er damit einen schweren Fehler begehen würde.
Der echte Riker ist fassungslos von diesem Szenario und versichert, dass es in keiner Weise den Tatsachen entspricht. Counselor Troi verspürt jedoch, dass Manua ihre Version des Geschehens aufrichtig für die Wahrheit hält. Picard ordnet eine Unterbrechung an. In diesem Moment wird ein weiterer Strahlungsanstieg registriert. Dem zweiten Offizier Data fällt auf, dass der zeitliche Abstand zwischen den beiden Strahlungsanstiegen beinahe exakt einem Viertel der Zeit zwischen dem ersten Vorfall und der Explosion der Raumstation beträgt. Es gibt lediglich eine Differenz von 0,0014 Sekunden. Data vermutet einen Zusammenhang.
Auf dem Holodeck wird ein drittes Szenario abgespielt. Es basiert auf den Eindrücken Dr. Apgars, die er kurz vor seinem Tod seiner Assistentin Tayna ausführlich geschildert hat. Dr. Apgar betritt das Quartier seiner Frau und findet dort Riker und Manua vor, die sich offenbar einvernehmlich umarmen und küssen. Als Riker ihn bemerkt, geht er auf Dr. Apgar los. Der kann ausweichen und streckt Riker zu Boden. Wütend droht ihm Riker, er sei „ein toter Mann“. Am nächsten Morgen bittet Dr. Apgar Tayna darum, dass sie mit seiner Frau auf den Planeten reist. Tayna will, dass Dr. Apgar sie begleitet oder wenigstens die Behörden verständigt, doch er versichert, dass er mit Riker schon allein fertig werde. Kurz nach Taynas Abreise explodiert die Station.
Krag ist sich jetzt sicher, dass genug belastendes Material für eine Auslieferung Rikers vorliegt. Picard und Troi ziehen sich zu einer Beratung zurück. Währenddessen haben Data, La Forge und Wesley Crusher die Quelle der rätselhaften Strahlung ausfindig gemacht. Es handelt sich um Dr. Apgars Feldgenerator auf der Planetenoberfläche. Dieser sendet in regelmäßigen Abständen einen eigentlich harmlosen Energieimpuls aus, der auf der Forschungsstation von einem Konverter in Kriegerstrahlen umgewandelt werden sollte. Nach der Explosion der Station wurde der Feldgenerator offenbar nicht abgeschaltet.
Mit diesen neuen Informationen glaubt La Forge, das Rätsel um Dr. Apgars Tod gelöst zu haben. Das Holodeck hat den Konverter der Forschungsstation exakt nachgebildet und eher unabsichtlich hat diese Nachbildung die Energieimpulse von der Oberfläche aufgefangen. Da die Strahlenschäden auf der Enterprise durch Kriegerwellen verursacht wurden, wurden die Impulse offenbar auf dem Holodeck erfolgreich umgewandelt. Folglich war auch der echte Konverter bereits funktionsfähig. Dr. Apgars angebliche Rückschläge waren nur eine Lüge, die er sowohl Riker und La Forge als auch Tayna und seiner Frau erzählt hatte. Vermutlich hatte er vor, aus seiner Entdeckung mehr Profit zu schlagen, indem er sie an andere Interessenten verkauft, die sie als Waffe verwenden könnten. Der unerwartete Besuch weckte in ihm die Sorge, die Sternenflotte könnte ihm auf die Schliche gekommen sein. Daher wollte er verhindern, dass Riker einen Bericht verfasst. Durch eine Entladung des Konverters wollte Dr. Apgar Riker töten und es wie einen Transporterunfall aussehen lassen. Die Kriegerwellen wurden allerdings vom Transporterstrahl reflektiert, trafen den Reaktor der Station und verursachten die Explosion.
Krag ist von La Forges Ausführungen nicht überzeugt, denn er vermisst handfeste Beweise. Daraufhin bringt La Forge die Differenz von 0,0014 Sekunden ins Spiel. Dies entspricht exakt der Zeit, die die Kriegerwellen benötigt haben, um die Strecke vom Konverter zu Riker und von ihm zum Reaktor zurückzulegen. Damit scheint der Fall für Krag aufgeklärt und die Anklage gegen Riker wird fallen gelassen.

## Besonderheiten

### Verbindungen zu anderen Star-Trek-Produktionen
Einige Elemente aus dieser Folge wurden in späteren Star-Trek-Produktionen wieder aufgegriffen:
- Es bestehen einige inhaltliche Parallelen zur Folge 1.08 (Die Augen des Toten) von Star Trek: Raumschiff Voyager aus dem Jahr 1995. In beiden Geschichten macht ein Sternenflottenoffizier (William Riker bzw. Tom Paris) die Bekanntschaft eines älteren Wissenschaftlers und dessen jüngerer, attraktiver Ehefrau. In beiden Fällen kommen der Offizier und die Frau sich näher. Anschließend kommt der Wissenschaftler ums Leben, woraufhin der Offizier verdächtigt wird, ihn ermordet zu haben.
- Das Bild, das Picard zu Beginn dieser Episode malt, taucht in Folge 2.02 (Kayshon, seine Augen offen) der animierten Serie Star Trek: Lower Decks aus dem Jahr 2021 in einer Sammlung auf.

### Besonderheiten der deutschen Synchronfassung
In der deutschen Synchronfassung wurde Miles O’Brien in dieser Folge zum zweiten und letzten Mal von Uwe Jellinek gesprochen. Jellinek hatte ihn auch in Folge 3.11 (Die Verfemten) gesprochen. Nach dieser Folge wurde Jellinek wieder von O’Briens üblichem Synchronsprecher Jörg Döring abgelöst.

## Produktion

### Drehbuch
Die Handlung zu dieser Folge ist stark von Akira Kurosawas Spielfilm Rashomon – Das Lustwäldchen aus dem Jahr 1950 inspiriert. In diesem trifft ein Bandit auf einen Samurai und seine Frau. Er lockt die beiden in eine Falle, wo er die Frau vergewaltigt und der Samurai anschließend zu Tode kommt. Ein Gericht soll klären, ob der Bandit der Mörder ist. Hierzu werden die Geschehnisse aus den Perspektiven des Banditen, der Frau, des Samurai (mitgeteilt durch ein Medium) und eines Zeugen (eines Holzfällers) erzählt. Die vier Geschichten weichen erheblich voneinander ab. In der Gerichtsverhandlung in Riker unter Verdacht übernimmt Riker die Rolle des Banditen, Manua Apgar die der Frau, Tayna die des Mediums und La Forge die des Holzfällers.
Das Autorenteam stand bei der Entwicklung dieser Folge vor dem Problem, eine Gefahr für die Enterprise zu erschaffen und gleichzeitig an der Prämisse festzuhalten, dass das Holodeck nicht in der Lage ist, Dinge zu erschaffen, die aus sich heraus gefährlich sind. Zu diesem Zweck wurde David Krieger zu einem Treffen eingeladen, der während der dritten und vierten Staffel als wissenschaftlicher Berater für Raumschiff Enterprise – Das nächste Jahrhundert fungierte. Krieger entwickelte die Idee, dass sowohl Dr. Apgars Spiegelkonstruktion als auch deren exakte Nachbildung auf dem Holodeck harmlos seien und erst durch den Kontakt mit den Strahlen eine Gefahr entstehe. Die Autoren waren damit zufrieden und nannten die Strahlen ihm zu Ehren Kriegerwellen. Krieger erfand auch die Erklärung zur genauen Natur dieser Strahlung, die aber aus dem finalen Drehbuch wieder gestrichen wurde.

### Darsteller
Craig Richard Nelson, Darsteller von Krag, spielte auch einen vaskanischen Schlichter in Folge 4.23 (Der Zeitzeuge) von Star Trek: Raumschiff Voyager.
Juliana Donald, Darstellerin von Tayna, spielte auch Emi in Folge 3.16 (Das Motiv der Propheten) von Star Trek: Deep Space Nine.

### Kulissen
Das Kunstatelier der Enterprise, das in dieser Folge zu sehen ist, ist das umgebaute Set der Beobachtungslounge.
Die Kulissen der Forschungsstation wurden in Folge 3.17 (Die Sünden des Vaters) für die Darstellung der Halle des Hohen Rates der Klingonen wiederverwendet.

### Modelle
Bei Dr. Apgars Forschungsstation handelt es sich um das wiederverwendete Modell der Orbitalen Verwaltungsstation aus Star Trek: Der Film.

## Rezeption
Keith DeCandido bewertete Riker unter Verdacht 2011 auf tor.com als eine sehr schlechte Folge von Raumschiff Enterprise – Das nächste Jahrhundert, die ihrer Vorlage nicht gerecht wird. Wie so viele andere Serienfolgen, die durch Rashomon inspiriert sind, gehe leider auch Riker unter Verdacht am Kern der Ursprungsgeschichte vorbei. Das sei in diesem Fall umso ärgerlicher, da Riker unter Verdacht die Struktur von Rashomon besonders akribisch nachahmt. In Rashomon geht es darum, dass alle Erzähler unzuverlässig sind und ihre Aussagen bestenfalls eine Annäherung an die Wahrheit darstellen. Die Folge könne eine solche Geschichte aber nicht glaubwürdig nacherzählen, denn die Zuschauer kennen Riker bereits und es ist sofort klar, dass seine Darstellung durch Dr. Apgar und seine Frau nicht der Wahrheit entsprechen kann. Durch die wissenschaftliche Auflösung des Falls werde die Prämisse von Rashomon weiter untergraben. Die konkrete Umsetzung der Auflösung fand DeCandido aber durchaus elegant.

## Parodien und Anspielungen
Das Riker-Facepalm-Meme, eine Variante der Star-Trek-Facepalm-Memes, stammt aus dieser Folge.